# David Korn-Brzoza
David Korn-Brzoza, né en 1972, est un auteur et réalisateur de documentaires français, spécialisé dans les « affaires » et les documentaires historiques. Ses réalisations, diffusées en prime time, ont remporté de grands succès tant public que critique, en France (France Télévisions, Arte, TF1) comme à l’étranger (RTBF, ZDF, TSR, RAI, SVT, Nat Geo, Discovery Networks International,...)  

## Biographie
Korn-Brzoza débute comme chef-monteur. Il signe les montages des principaux films de Patrick Rotman comme Été 44, Chirac, François Mitterrand, le roman du pouvoir, Les survivants, 68.

## Réalisations
En 2002, il écrit et réalise pour France 2 Echelon, le pouvoir secret, un documentaire d’investigation de 82 minutes qui reçoit la Gold Plaque pour le Prix du Meilleur Documentaire au Chicago International Film Festival 2003.
En 2003, French connection, une histoire de familles est diffusé sur France 5.
En 2004, il réalise une commande : Chauve-souris superstar (titre en anglais : Superbat) pour Arte, BBC4 et National Geographic, 52 min.
En 2007, il réalise L'Affaire Finaly, sélection officielle au FIPA 2008. Écrit par Alain Moreau, Noël Mamère et David Korn-Brzoza, il est produit par la société de production Program33 pour France 3. Ce film de 62 minutes révèle des informations totalement inédites sur l'affaire des deux garçons juifs. Pour la première fois des correspondances entre le saint-office et le Cardinal Gerlier sont exposées et révèlent la position du Vatican sur l'Affaire. Les deux frères Finaly sont également interviewés.
En 2009, David Korn-Brzoza réalise 1919-1939 : La drôle de paix, un film de 92 minutes tout en archives sur l'entre-deux guerres, avec Jean-Noël Jeanneney pour France Télévisions (France 3 et France 5). Le commentaire est lu par Philippe Torreton. Le film a été édité en DVD. Korn-Brzoza raconte avec détails ces deux décennies bouleversantes. Des informations sur l'Anschluss et sur les négociations des accords de Munich assez rares y sont exposées.
2010, il réalise 2010, une année sur terre, un documentaire grand spectacle pour France 2 qui retrace la vie de la terre en 2010. Ce documentaire a été diffusé le 4 janvier 2011 et a réalisé une audience de 3 287 000 téléspectateurs.
2010, il écrit et réalise une série documentaire qu'il présente au Sunny Side of the Doc intitulé Histoire des services secrets français, en quatre fois 52 minutes. David Korn-Brzoza et Jean Guisnel ont interviewé environ 45 anciens agents des services spéciaux (SDECE, DST, DGSE…). La série documentaire est produite par Program33 et diffusée en prime time sur France Télévisions en mars 2011,
- épisode 1 : L'heure des combats (1940-1960)
- épisode 2 : Les années chaudes de la guerre froide (1961-1981)
- épisode 3 : Le grand malentendu (1981-1989)
- épisode 4 : Nouvelles guerres d'un monde nouveau (1989-2009)

Un épisode supplémentaire inédit diffusé sur France 2, dans la case infrarouge : Mitterrand et les espions explique plus longuement les écoutes de l'Élysée. Les auteurs ont adapté cette série documentaire et publié un livre "Au service secret de la France" Editions de La Martinière.
2011, David Korn-Brzoza réalise : Dénoncer sous l'occupation. Coécrit avec l'historien Laurent Joly. Diffusé en prime time sur France 3 en mars 2012. Une coproduction Program 33, France Télévisions et CNRS images. sélection officielle FIPA 2012. Ce film donne la parole à des victimes de la délation mais, c'est une première, des délateurs parlent de ce qu'ils ont fait durant la guerre. Il n'est pas uniquement question de délation antisémite, bien au contraire, la délation de voisinage, la délation contre les résistants et les communistes sont abordés.
2012, il est l'auteur réalisateur d'un film au sujet inédit : L'argent de la Résistance pour France 2. Sélection officielle au FIPA 2013. produit par éléphant doc avec la RTBF et Planète. diffusé en décembre 2012 sur France 2.
2013, Churchill, un géant dans le siècle (Churchill a giant in the century) Sélection officielle au FIPA 2014. produit par ROCHE Productions pour France 3. avec la voix de Vincent Lindon, diffusé le 20 octobre 2014 en prime time sur France 3. DVD chez Arte éditions.
2014, Il réalise French Connection, quand Marseille empoisonnait l'Amérique pour France 3 avec Telfrance productions. Ce film raconte la genèse de la French Connection, lorsque Marseille était la capitale mondiale de l'héroïne. Il réunit des témoins de premier ordre, des hommes politiques américains, des douaniers français et américains ainsi que des repentis et notamment Édouard Rimbaud alias Doudou. Des archives rares sont montrées comme une correspondance entre Richard Nixon et Georges Pompidou à propos du fléau que représente l'héroïne française.
2014, Hitler, mon grand-père ? . Une enquête qui raconte la quête du français Jean-Marie Loret qui pense être l'unique descendant d’Adolf Hitler. Korn-Brzoza a pu interviewer ses enfants qui seraient peut-être les petits enfants du dictateur. Des analyses ADN menées par le Docteur Charlier sont réalisées. Le film produit par program 33 a été diffusé sur France 5, RTBF et la TSR ainsi que plusieurs chaines non-francophones.
2015, La chute du Reich (Hitler's last year) raconte les onze derniers mois de la seconde guerre mondiale en Europe, du débarquement en Normandie à la Capitulation allemande le 8 mai 1945. Le film est produit par la société de production Cinétévé et est diffusé le 8 mai 2015 sur France 2 en prime time. Le film a été acheté par National Geographic sous le titre Hitler's last year. écrit avec Olivier Wieviorka, avec la voix de Vincent Lindon. Le film a été édité en DVD.
2016, Après Hitler, (After Hitler) écrit avec Olivier Wieviorka, avec la voix de Vincent Lindon. Ce film raconte l'Europe de l'après guerre depuis la capitulation jusqu'à la division de l'Allemagne (1945-1949). Le film est produit par la société de production Cinétévé et a été diffusé le 8 mai 2016 sur France 2 en prime time. Diffusé également sur la RTBF, NHK, etc.,,. Le film a été édité en DVD.
2016, Hitler et Churchill, le combat de l'aigle et du lion (The eagle and the lion, Hitler Vs. Churchill) raconte le duel entre le premier ministre britannique Winston Churchill et Adolf Hitler. Ce film est à la fois un portrait croisé des deux hommes et le récit de leur duel depuis les tranchées de la première guerre mondiale jusqu'au suicide du dictateur allemand en 1945. Comme à son habitude, Korn-Brzoza trouve des archives inédites qu'il restaure et colorise. Le film a été diffusé sur France 3 en prime time, mais aussi RTBF, Discovery Network, etc..
2017, La police de Vichy, écrit avec l'historien Laurent Joly. Prix du public au festival du film d'histoire de Pessac 2017. Ce documentaire, se basant sur des archives inédites et colorisées, « retrace les années noires de la police française, de la collaboration à la traque des communistes en passant par les rafles de juifs, la Résistance, la Libération et l’épuration ». David Korn-Brzoza explique : « Si les dirigeants et les responsables de la police sous Vichy ont laissé de très rares traces dans les archives filmées, ils ont en revanche laissé une vaste manne de paroles consignées : leurs Mémoires, les dépositions au cours de leurs interrogatoires et procès après guerre, leurs correspondances. Cette matière, rarement exploitée dans les documentaires historiques, est l’élément central du film ». Les six hauts responsables de la police sous Vichy apparaissent ainsi sous les traits de comédiens : Adrien Marquet, Marcel Peyrouton, Pierre Pucheu, Pierre Laval, Joseph Darnand, René Bousquet.
2017, Jeunesses hitlériennes, l'endoctrinement d'une nation. (Hitler Youth). Ce film inédit sur les jeunesses hitlériennes raconte comment le régime nazi a su endoctriner les jeunes allemands . À travers des images d'archives colorisées et des témoignages d’anciens des Jeunesses hitlériennes, Korn-Brzoza retrace l’incroyable histoire de ces adolescents et nous aide à comprendre comment un régime totalitaire est parvenu à transformer des enfants en soldats. Vincent Lindon (qui a déjà participé à 3 autres films de David Korn-Brzoza) a prêté sa voix pour la Version Française[pas clair] de ce film. Ce documentaire est une production ZED et a été diffusé sur France 2 en prime time, mais aussi sur RTBF, TSR, et les chaines National Geographic (170 pays). Des modules WEB ont également été produit pour le site FranceTV éducation.
2018, 68, sous les pavés… les flics. Ce film inédit présente les évènements de mai 68 en France sous l'angle des forces de l'ordre. Korn-Brzoza a interviewé des anciens policiers, gendarmes et CRS. Ils racontent leur « mai 68 ». Pour la première fois, le réalisateur y dévoile des enregistrements sonores de la salle de contrôle de la préfecture de police aux fonctionnaires de police sur le terrain durant les nuits de mai 68 et de nombreuses archives. Le documentaire a été diffusé sur France 3 le 30 avril 2018.
2019, Avec Olivier Wieviorka, ARTE et Cinétévé, David Korn-Brzoza créé la collection historique Les coulisses de l'histoire diffusée sur ARTE. Une série qui veut bousculer les certitudes et décrypter les faits en proposant un autre regard sur l'histoire.
2019, David Korn-Brzoza réalise Sciences nazies, la race, le sol, le sang. Un documentaire de 90 minutes sur la manière dont les nazis ont instrumentalisé les sciences pour légitimer les pires crimes du IIIe Reich, écrit avec Johann Chapoutot, produit par Upside Télévision / ARTE / RTBF.
2020, Décolonisations, du sang et des larmes, 2 × 80 minutes, co-écrit avec Pascal Blanchard. Un documentaire inédit sur la décolonisation française. Grâce à des archives colorisées et près de 40 témoins interviewés à travers le monde, David Korn-Brzoza raconte ce que fut la plus longue guerre de la France au XXe siècle. Une production Cinétévé, France Télévisions. Le film est raconté par Lucien Jean-Baptiste. Diffusé le 6 octobre 2020, il a rassemblé plus de 2 millions de téléspectateurs. Il a été présenté aux Rendez-vous de l'histoire de Blois. Prix du Jury au Festival International du Film Documentaire de Martinique 2020.
2020, David Korn-Brzoza réalise Ku Klux Klan, une histoire américaine, (Ku Klux Klan an american history). Un documentaire de 2 × 55 minutes sur les origines du plus ancien mouvement terroriste des États-Unis. Depuis la guerre de sécession à nos jours, l'histoire du Ku Klux Klan a défrayé la chronique. 150 ans de haine, de racisme et de violence. Archives et interviews nous font comprendre la longévité de cette organisation qui a plusieurs fois disparu avant de renaître de ses cendres. Conseiller historique : Pap Ndiaye, Produit par Roche Production / ARTE / RTBF / RTS /… Le film est édité en DVD par ARTE vidéo.
2021, David Korn-Brzoza réalise Pearl Harbor, le monde s'embrase. Co-écrit avec Olivier Wieviorka, ce documentaire raconte l'attaque surprise menée par les Japonais le 7 décembre 1941. En plus de la bataille, le film raconte les dessous diplomatiques de Pearl Harbor. Attaque surprise ? Victoire nippone ? Quelles furent les conséquences de l'attaque ? Archives colorisées et restaurées jalonnent ce film de 96 minutes. En plus des nombreuses archives inédites, des animations graphiques en 3D montrent l'armada japonaise. Le documentaire est raconté par Vincent Lindon (6ème collaboration avec Korn-Brzoza). Une production Bonne Pioche Télévision et Médiatika. Diffusé le 7 décembre 2021 (80 ans de l'attaque), il a rassemblé plus de 2,4 millions de téléspectateurs sur France 2. Le film est édité en DVD par France Télévisions.
2022, David Korn-Brzoza réalise "la Rafle du Vel d'hiv, la honte et les larmes" Co-écrit avec l'historien Laurent Joly. Les 2 auteurs ont retrouvé les derniers témoins directs de la rafle. Ils avaient entre 8 et 17 ans. Ils racontent à la première personne ces journées terribles de Juillet 1942. Ils racontent comment ils ont réussi à survivre dans la France occupée jusqu'à la libération. Des archives inédites jalonnent tout le documentaire ainsi qu'une reconstitution en 3D du vélodrome d'hiver. Vincent Lindon assure la narration. Le film a été diffusé sur France Télévisions le 11 juillet 2022 à 21h10 sur France 3 et le 17 juillet à 16h40 sur France 5. Un film produit par Roche Production.
2023, David Korn-Brzoza réalise "Indochine, une guerre oubliée". Co-écrit avec Olivier Wieviorka, ce documentaire raconte la guerre d’Indochine en vantant l’immense popularité du maréchal de Lattre de Tassigny et la très grande efficacité de son action pour sauver l’Indochine de la menace communiste. Ensuite, le départ français est suivi d’un "exode massif de Vietnamiens fuyant le joug communiste". Le commentaire est lu par Philippe Torreton. Le film aborde autant les exactions coloniales que les exactions communistes. Constitué entièrement en images d'archives, le film est en partie colorisé et restauré. Un documentaire produit par Cinétévé et diffusé sur France 3 en Mai 2024 (70 ans de Dien Bien Phu).
2024, "Le GI français d'Omaha Beach" raconte l'histoire vraie de Bernard Dargols. En 2018, David Korn-Brzoza interviewait Bernard Dargols alors âgé de 98 ans. Bernard Dargols, a un destin d'exception. Né à Paris en 1920, il part en 1938 à NY faire un stage dans une usine de machine à coudre. La guerre éclate. Coincé aux USA, il s'engage dans l'armée américaine. Il reviendra en France en juin 1944, en débarquant sur les plages de Normandie pour libérer la France. "Le GI français d'Omaha Beach" a été diffusé diffusé le 27 mai 2024 sur France Télévisions.  
2024, Pour commémorer les 80 ans du Débarquement en Normandie, David Korn-Brzoza réalise "DDAY, 100 jours pour la liberté" Ce film raconte les cent jours cruciaux qu’il a fallu aux Alliés pour libérer la Normandie, briser la résistance allemande et ouvrir la voie à la victoire. Le film raconte l'immense opération Overlord et sa prodigieuse préparation. Mais il raconte également des sujets plus sensibles et inédits : les combats dans le bocage normand, les maladies psychiques des GIs, les viols commis par des soldats alliés, les bombardements de l'aviation alliés sur les villes normandes. Le film est diffusé en 2 épisodes : Episode 1 : "la bataille des plages". Episode 2 : "la campagne de Normandie"  sur TF1 le 6 juin 2024 à 21h10. 
2025, avec les mêmes producteurs que "Pearl Harbor, le monde s'embrase" (Bonne Pioche et Médiatika), David Korn-Brzoza réalise "Hiroshima, la course vers l'apocalypse". Le film raconte le projet Manhattan et la course à l'atome durant la seconde guerre mondiale. Olivier Wieviorka est coauteur. Vincent Lindon assure la narration de la voix off (8ème collaboration avec David Korn-Brzoza). Diffusé sur France 2 le 5 Août 2025 à 21h10, (80 ans du largage de la bombe sur Hiroshima). Le film rassemble plus de 2 Millions de spectateurs en première diffusion.    

## Prix
Echelon, le pouvoir secret :
- Gold Plaque, Meilleur documentaire d'investigation au Chicago International Télévision Award 2003.
- Sélections officielles : Hollywood Film Festival 2002, International Documentary Film Festival Amsterdam (IDFA 2003), Toronto Hot Docs 2003, Edimbourg Film Festival 2003.

Chauve-souris superstar (Superbat) :
- Prix scientifique de l'innovation, Festival International du film de Sciences, Athènes, Grèce, 2006
- World Gold Medal, New York Film Festival, États-Unis, 2005
- Grand Prix et Prix MIF-Science au Festival Techfilm en République tchèque, novembre 2004
- Dragon de bronze au Festival science et télévision de Pékin, Chine, 2004
- Prix du meilleur film scientifique à Teleciencia, Portugal, 2004
- Prix de la réalisation au Festival International du vol libre, Saint-Hilaire-du-Touvet, France, septembre 2004

L'Affaire Finaly :
- Sélection officielle au festival international des programmes audiovisuels (FIPA) 2008.
- Histoire des services secrets français : Sélection officielle au festival International du film d'histoire de Pessac.
- Dénoncer sous l'occupation : Sélection officielle festival international des programmes audiovisuels (FIPA) 2012
- L'argent de la Résistance : Sélection officielle festival international des programmes audiovisuels (FIPA) 2013
- Churchill, un géant dans le siècle : Sélection festival international des programmes audiovisuels (FIPA) 2014.
- Après Hitler (After Hitler), Grand Prix des Médias CB News : Prix de la Meilleure Émission. 2016
- Jeunesses Hitlériennes, l'endoctrinement d'une nation. Sélection officielle Festival International du film d'histoire de Pessac 2017.
- La Police de Vichy, Prix du public au Festival International du film d'histoire de Pessac, 2017.
- 68, sous les pavés les flics. Sélection officielle Festival International du film d'histoire de Pessac 2018.
- Décolonisations, du sang et des larmes, Prix du jury au Festival International du Film Documentaire de Martinique 2020.

## Publications
- Au service secret de la France co-écrit avec Jean Guisnel, éditions de La Martinière, 2014. Réédité en 2024 aux éditions POINTS